# Емільянув (Соколовський повіт)
Емільянув (пол. Emilianów) — село в Польщі, у гміні Соколів-Підляський Соколовського повіту Мазовецького воєводства. Населення — 75 осіб (2011).

## Історія
За даними етнографічної експедиції 1869—1870 років під керівництвом Павла Чубинського, у селі переважно проживали римо-католики, меншою мірою — греко-католики, які здебільшого розмовляли українською мовою.
У 1975—1998 роках село належало до Седлецького воєводства.

## Демографія
Демографічна структура станом на 31 березня 2011 року:
|          | Загалом | Допрацездатний вік | Працездатний вік | Постпрацездатний вік |
| -------- | ------- | ------------------ | ---------------- | -------------------- |
| Чоловіки | 36      | 10                 | 21               | 5                    |
| Жінки    | 39      | 13                 | 17               | 9                    |
| Разом    | 75      | 23                 | 38               | 14                   |